# قره‌داغ‌لی، آق‌دام
قره‌داغ‌لی (به لاتین: Qaradağlı) یک منطقه مسکونی در جمهوری آذربایجان است که در شهرستان آق‌دام واقع شده است. قره‌داغ‌لی ۴۸۳۲ نفر جمعیت دارد.